# Molophilus archboldeanus
Molophilus archboldeanus là một loài ruồi trong họ Limoniidae. Chúng phân bố ở miền Australasia.